# Лалинце
Лалинце је насеље у Пољаници, град Врање у Пчињском округу. Према попису из 2022. било је 34 становника (према попису из 1991. било је 208 становника).

## Опис села
Налази се на крајњем северу Пољанице, испод Брезовика и других висова Кукавице, у изворишном делу Лалинске реке (која се овде назива Градашница) и Црцавачке реке. На југозападу је село Мијовце, на северу Црцавац, на североистоку планина Кукавица, а на истоку Тумба и Студена. Мањи део села је у долини Ветернице, а већи део између Градашнице и Црцавачке реке, Груачке и Језерске долине и долине Рогја. Од центра Власа удаљено је око 8 км. Село је планинско, без добрих прилазних путева. Може се доћи из Мијовца сеоским путем са доста нагиба или из правца Студене тако што се са пута Пољаница - Вучје код превоја званог Петокрака скрене ка западу слабим шумским путем.
Познати су извори воде: Баљин кладанац, Љуљин кладанац, Лош кладанац, Ајдучки кладанац (ту је долазио Никола Мандрда, чувени пољаначки хајдук из турског времена), Бунатовац, Препљиште, Смрдан, Рогај и Луг.
Село је разбијеног типа, нема изражених махала, али се могу као махале сматрати Жарифез (поред Ветернице), Доње Лалинце, Горње Лалинце и Прекобрдце.
Пре доласка Арнаута у селу су живели Срби, о чему сведочи неколико старих српских гробаља. Једно је „ћосинско“, а друго „брзачко“, за друга се не зна које породице су их користиле. Познате српске породице тога времена биле су Брзаци, Ћосинци и Марковци.
Доласком Арнаута српске породице су се иселиле у Врање, Костомлатицу, Студену и друга села Пољанице. Арнаути су дошли из оближњег села Оруглица и владали су се као хришћани. У време ослобођења од Турака 1878. године, било је око 16 њихових кућа. После ослобођења, за кратко време су Лалинце населили Срби из Пољанице и Иногошта. Најстарији досељеници су били Костадин Илић, Новко Ђорђевић, Илија Јовић, Ђорђе Илић, Милош Станковић, Стеван Рашић, Јоца Стевановић, Илићи (Стеван и Станко), Ивко Ристић, Таса Јовић, Ристићи (Миле и Новко), Видосав Јањић, Настас Милошевић, Илија Пешић, Димча Живковић, Милутин Илић, Анта Стевановић, Димитрије Ристић, Ђорђе Стевановић, Величковићи (Стојан, Стоилко и Мита), Анта Станковић, Стојко Костић, Живко Додић, Петар Димитријевић, Микаил и Стеван Милојини, Станко и Сава Јовић, Новко Стошић, Микаил Илић, Антанас Ђорђевић, Стојко Јовић, Милисав Ђорђевић, Милутин Ристић и Стоша Стевановић.
Становништво се бави ратарством, сточарством, воћарством, а у новије време израдом ћумура, бербом гљива и шумских плодова.

## Демографија
У насељу Лалинце живи 129 пунолетних становника, а просечна старост становништва износи 50,8 година (50,2 код мушкараца и 51,3 код жена). У насељу има 51 домаћинство, а просечан број чланова по домаћинству је 2,94.
Ово насеље је у потпуности насељено Србима (према попису из 2002. године), а у последња три пописа, примећен је пад у броју становника.
|  |

| Демографија | Демографија | Демографија |
| Година      | Становника  | Становника  |
| ----------- | ----------- | ----------- |
| 1948.       | 597         |             |
| 1953.       | 616         |             |
| 1961.       | 593         |             |
| 1971.       | 440         |             |
| 1981.       | 285         |             |
| 1991.       | 208         | 208         |
| 2002.       | 150         | 150         |
| 2011.       | 98          |             |

| Етнички састав према попису из 2002.‍ | Етнички састав према попису из 2002.‍ | Етнички састав према попису из 2002.‍ | Етнички састав према попису из 2002.‍ | Етнички састав према попису из 2002.‍ |
| ------------------------------------ | ------------------------------------ | ------------------------------------ | ------------------------------------ | ------------------------------------ |
|                                      |                                      |                                      |                                      |                                      |
| Срби                                 | Срби                                 |                                      | 150                                  | 100,0%                               |
| непознато                            | непознато                            |                                      | 0                                    | 0,0%                                 |

| Година пописа     | 1948. | 1953. | 1961. | 1971. | 1981. | 1991. | 2002. |
| ----------------- | ----- | ----- | ----- | ----- | ----- | ----- | ----- |
| Број домаћинстава | 86    | 90    | 99    | 98    | 76    | 66    | 51    |

| Број чланова      | 1  | 2  | 3 | 4 | 5 | 6 | 7 | 8 | 9 | 10 и више | Просек |
| ----------------- | -- | -- | - | - | - | - | - | - | - | --------- | ------ |
| Број домаћинстава | 13 | 19 | 7 | 1 | 2 | 2 | 4 | 3 | 0 | 0         | 2,94   |

| Пол    | Укупно | Неожењен/Неудата | Ожењен/Удата | Удовац/Удовица | Разведен/Разведена | Непознато |
| ------ | ------ | ---------------- | ------------ | -------------- | ------------------ | --------- |
| Мушки  | 70     | 16               | 45           | 8              | 1                  | 0         |
| Женски | 62     | 5                | 47           | 9              | 1                  | 0         |
| УКУПНО | 132    | 21               | 92           | 17             | 2                  | 0         |

| Пол    | Укупно                    | Пољопривреда, лов и шумарство | Рибарство                            | Вађење руде и камена | Прерађивачка индустрија       |
| ------ | ------------------------- | ----------------------------- | ------------------------------------ | -------------------- | ----------------------------- |
| Мушки  | 55                        | 39                            | 0                                    | 0                    | 10                            |
| Женски | 43                        | 35                            | 0                                    | 0                    | 8                             |
| УКУПНО | 98                        | 74                            | 0                                    | 0                    | 18                            |
| Пол    | Производња и снабдевање   | Грађевинарство                | Трговина                             | Хотели и ресторани   | Саобраћај, складиштење и везе |
| Мушки  | 0                         | 2                             | 0                                    | 0                    | 0                             |
| Женски | 0                         | 0                             | 0                                    | 0                    | 0                             |
| УКУПНО | 0                         | 2                             | 0                                    | 0                    | 0                             |
| Пол    | Финансијско посредовање   | Некретнине                    | Државна управа и одбрана             | Образовање           | Здравствени и социјални рад   |
| Мушки  | 0                         | 0                             | 0                                    | 4                    | 0                             |
| Женски | 0                         | 0                             | 0                                    | 0                    | 0                             |
| УКУПНО | 0                         | 0                             | 0                                    | 4                    | 0                             |
| Пол    | Остале услужне активности | Приватна домаћинства          | Екстериторијалне организације и тела | Непознато            | Непознато                     |
| Мушки  | 0                         | 0                             | 0                                    | 0                    | 0                             |
| Женски | 0                         | 0                             | 0                                    | 0                    | 0                             |
| УКУПНО | 0                         | 0                             | 0                                    | 0                    | 0                             |